# Omni Fort Worth Hotel
L’Omni Fort Worth Hotel  est un gratte-ciel de 136 mètres de hauteur, construit à Fort Worth au Texas de 2006 à 2009. Il comprend des logements et un hôtel. 
En 2014 c'est le sixième plus haut gratte-ciel de Fort Worth.
L'architecte de l'immeuble est l'agence Hellmuth, Obata & Kassabaum
Le propriétaire est la société Omni Hotels & Resorts.